# Міліковиці
Міліковиці (пол. Milikowice) — село в Польщі, у гміні Явожина-Шльонська Свідницького повіту Нижньосілезького воєводства.
Населення — 591 особа (2011).
У 1975-1998 роках село належало до Валбжиського воєводства.

## Демографія
Демографічна структура станом на 31 березня 2011 року:
|          | Загалом | Допрацездатний вік | Працездатний вік | Постпрацездатний вік |
| -------- | ------- | ------------------ | ---------------- | -------------------- |
| Чоловіки | 278     | 47                 | 215              | 16                   |
| Жінки    | 313     | 60                 | 185              | 68                   |
| Разом    | 591     | 107                | 400              | 84                   |